# Taylorcraft Auster
Le Taylorcraft Auster était un avion militaire britannique de liaison et d'observation, conçu et produit par la compagnie Taylorcraft Aeroplanes (England), Ltd. pendant la Seconde Guerre mondiale.

## Conception et développement
L'Auster était un développement par deux fois annulé d'un concept d'avion civil de la société américaine Taylorcraft Aviation (en), le Model A. Ce dernier dut être redessiné au Royaume-Uni, afin de respecter les standards plus stricts de l'Aviation civile, et fut désigné Taylorcraft Plus C,. Après l'éclatement de la Seconde Guerre mondiale, la compagnie développa encore l'avion pour en faire un poste d'observation aéroporté (en anglais : « Air Observation Post », AOP), piloté par des officiers de la Royal Artillery et utilisé pour diriger les feux des unités d'artillerie de la British Army. Le Plus C fut remotorisé avec le Blackburn Cirrus Minor I (en) et redésigné « Taylorcraft Plus D ». La majeure partie des Plus C et Plus D civils furent réquisitionnés et intégrés au service au sein de la Royal Air Force (RAF), les Plus C étant rééquipés avec le Cirrus Minor I et redésignés Plus C2.
Des essais effectués avant-guerre permirent de déterminer que le Model D était l'avion le plus adapté pour le rôle d'AOP. Trois Model D supplémentaires furent achetés à Taylorcraft et une unité d'essais, l'« Escadre D », sous les ordres du major Charles Bazeley, fut formée à Old Sarum le 1er février 1940. L'escadre, possédant trois Auster et un Stinson Voyager, accompagnée par trois pilotes de l'artillerie et un de la RAF, se rendit en France, où elle fut entraînée à opérer avec l'artillerie et à éviter les attaques de chasseurs ennemis. Ces derniers étaient simulés par des Hurricane de la composante aérienne. L'escadre se rendit ensuite vers le sud pour s'entraîner avec l'artillerie française. Elle ne participa cependant pas aux combats et repartit vers le Royaume-Uni sans avoir dû subir la moindre perte. Toutefois, le Bureau de la Guerre (en anglais : War Office) commanda ensuite 100 Stinson L-1 Vigilant. La formation de l'Army Cooperation Command, en décembre 1940, mena la RAF à rejeter la notion même d'avion léger pour effectuer des missions de type AOP.
L'intercession du général Alan Brooke, déboucha sur un arrangement qui mena à la première sélection de pilotes d'AOP pour les officiers d'artillerie, en octobre 1940, puis en 1941 à la création du premier escadron AOP, le No 651. Les Stinson Vigilant arrivèrent finalement début 1942, mais la plupart avaient été lourdement endommagés pendant leur transport, ce qui mena à l'adoption du Taylorcraft — entre-temps désigné Auster I —, dont une commande de 100 exemplaires fut passée. Quelques-uns des Stinson furent remis en état mais il fut finalement découvert qu'ils étaient trop gros pour endosser le rôle d'AOP.
L'Auster II était une version remotorisée avec un Lycoming O-290 (en) de 130 ch (97 kW), mais elle ne fut pas produite en raison d'une pénurie de moteurs américains. Elle mena toutefois à la création de la version Auster III (Model E), qui était identique à l'Auster I mais équipé d'un moteur britannique de Havilland Gipsy Major (en) de 130 ch. L'évolution suivante fut l'Auster IV (Model G), qui avait une cabine légèrement agrandie pouvant loger trois membres d'équipage et employait le Lycoming O-290. La version de production principale fut l'Auster V (Model J), qui était un Auster IV équipé pour le vol aux instruments (vol IFR) et de volets modifiés,.
Après-guerre, l'Auster V fut utilisé comme base de développement pour l'Autocrat, prévu pour le marché civil. La firme britannique avait entre-temps changé son nom en Auster Aircraft, Ltd. et arrêté la production d'avions sous licence de Taylorcraft. D'autres avions militaires furent produits après-guerre : l'AOP.6, le T.7 et l'AOP.9.

## Carrière opérationnelle

### Pendant la Seconde Guerre mondiale

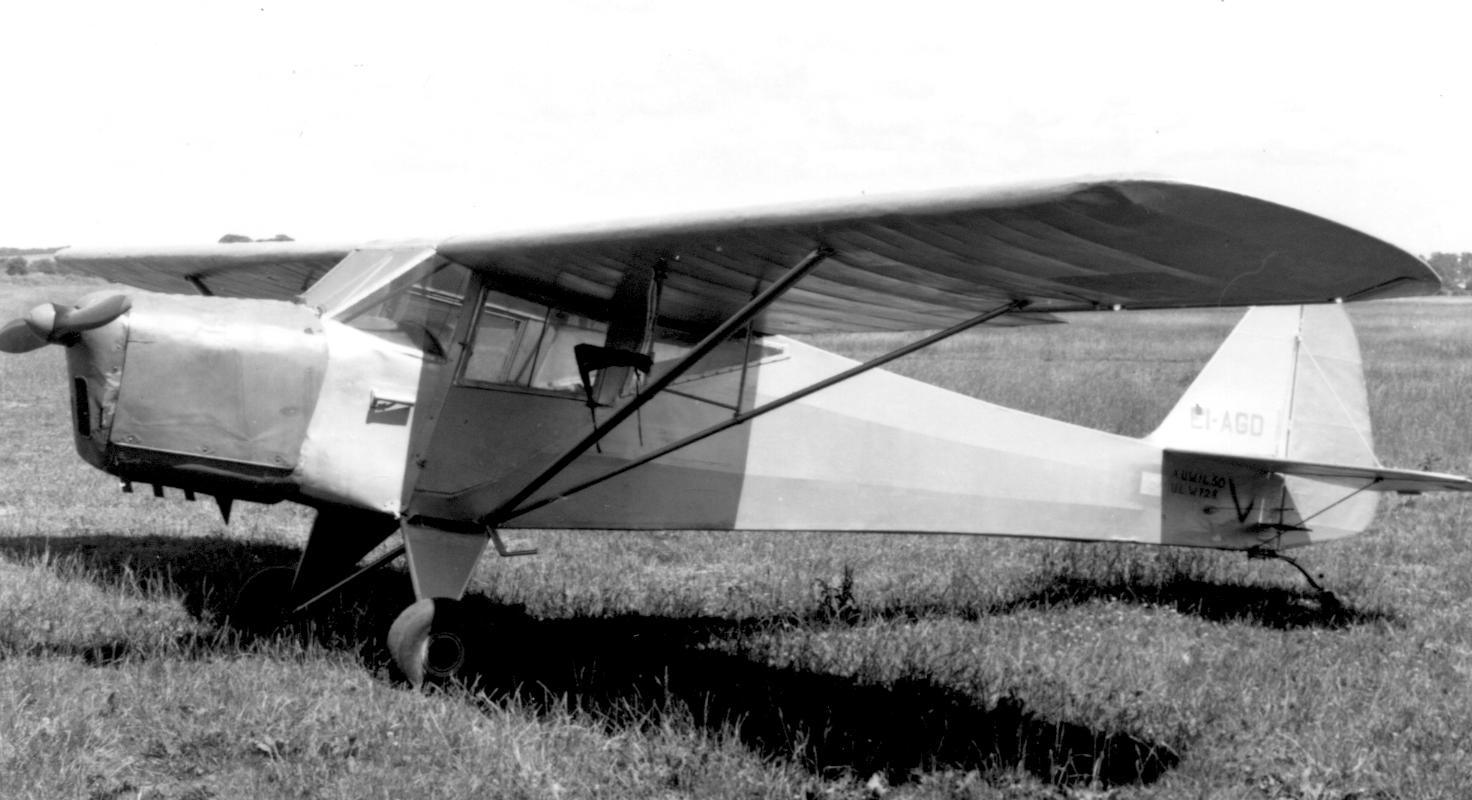
Taylorcraft C/2 d'avant-guerre, réquisitionné par la Royal Air Force en septembre 1941.

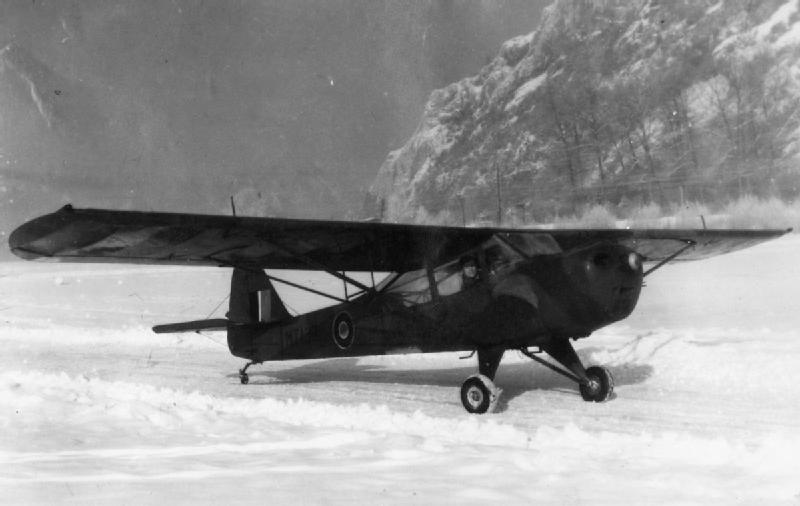
Auster du No 662 Squadron RAF en Belgique, pendant la Seconde Guerre mondiale.

Les Auster III, Auster IV et Auster V furent livrés à douze escadrons d'observation (AOP) de la Royal Air Force (RAF), un escadron polonais et trois escadrons de la Royal Canadian Air Force (RCAF). Le premier à déployer l'avion fut le No. 651 Squadron RAF. Les premiers éléments atterrirent à Algiers le 12 novembre 1942 avec huit avions, onze pilotes et 39 soldats de la RA (Royal Artillery), et 25 aviateurs (principalement des techniciens de maintenance). La constitution normale d'un escadron AOP était de douze avions, 19 officiers de la RA (tous pilotes), 83 membres de la RA d'autres grades et 63 membres de la RAF, incluant deux officiers administratifs. Les avions étaient équipés du système No 22 Wireless de la British Army, un système radio à haute fréquence (HF) offrant la possibilité de communiquer sur deux canaux avec les unités d'artillerie et les formations au sol.
Le 31 mars 1943, l'Army Cooperation Command fut désactivé, la plupart de ses équipements étant alors utilisés pour former la Second Tactical Air Force.
Quatre escadrons de la RAF, les No. 651, 654, 655 et 657, combattirent en Afrique du Nord et en Italie, rejoints à partir du mois d'août 1944 par l'escadron polonais No. 663. Les sept autres escadrons de la RAF, les No. 652, 653, 658, 659, 660, 661 et 662, opérèrent après le débarquement de Normandie en France, aux Pays-Bas et en Allemagne. Les escadrons No. 664, 665 et 666 de la Royal Canadian Air Force reçurent également des Auster IV et Auster V et furent formés au Royaume-Uni à la base aérienne Andover (en), entre fin 1944 et début 1945. Les escadrons de la RCAF étaient opérés par du personnel canadien de l'Artillerie royale canadienne et de la RCAF, avec de temps en temps l'appui de pilotes de l'Artillerie royale britannique. Le contrôle général était maintenu au Royaume-Uni par le 70 Group, du Fighter Command. Les trois escadrons canadiens se déployèrent à partir de la base Andover, en Angleterre, vers les Pays-Bas, vers Dunkerque en France — où eurent lieu les derniers tirs canadiens en Europe —, puis plus tard vers l'Allemagne occupée. L'escadron No. 656 de la RAF fut assigné à la Fourteenth Army et utilisa des Auster en Birmanie, généralement avec des groupes assignés à chaque corps. Sur les théâtres européens, un escadron était généralement à chaque corps, mais sous le commandement d'un groupe de la RAF pour les questions techniques.
Les escadres AOP No. 16 et 17 de la Royal Australian Air Force utilisèrent également des Auster III en soutien à l'Australian Army dans le Pacifique, d'octobre 1944 à la fin du conflit.

### Après-guerre

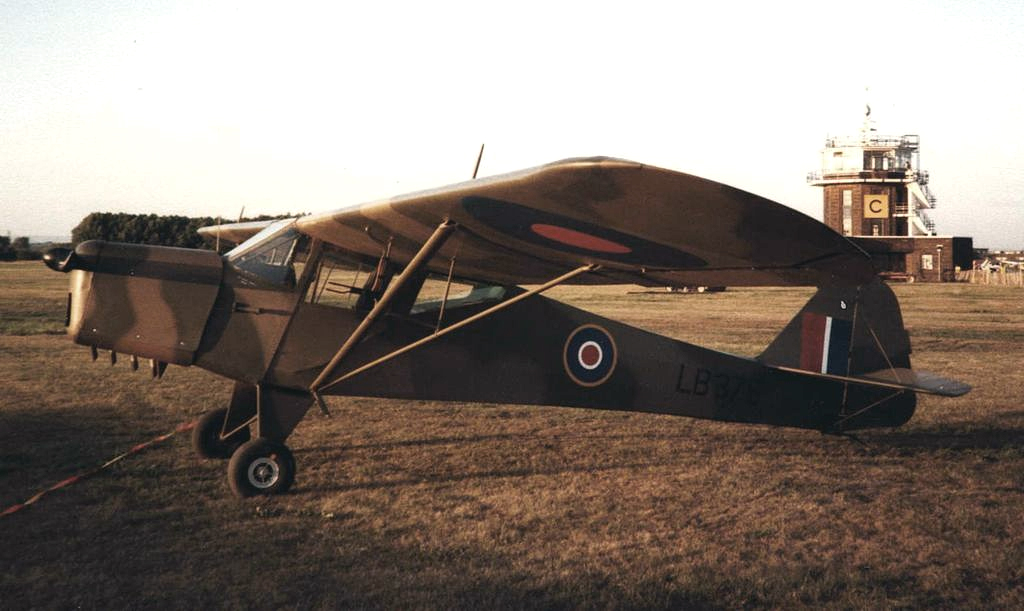
Un Auster I converti après-guerre en Taylorcraft Plus D, restauré avec des marquages de guerre LB382 du 653 Squadron RAF.

Après le conflit, les avions d'observation Auster furent réorganisés en groupes (en anglais : flights) indépendants — probablement parce-que la RAF utilisait des Wing commanders, équivalents aux lieutenant-colonels, pour commander les escadrons, alors que l'armée de terre insistait pour conserver un commandement avec des majors —, incluant le 1903 Flight en Corée, qui disposait de pilotes d'artillerie provenant de plusieurs pays du Commonwealth. Il existait aussi dans cette zone un groupe de liaison équipé d'Auster, le No. 1913. Les groupes d'observation aérienne furent également employés pendant l'insurrection communiste malaise. Plusieurs escadrons d'observation furent reformés et placés sous la gestion de la Royal Auxiliary Air Force (en) (RAuxAF), en 1949 et utilisèrent quelques AOP.5, AOP.6 et AOP.9 au moins jusqu'en mars 1957, lorsque la RAuxAF fut désactivée. Toutes les unités d'observation équipées d'Auster furent transférées à l'Army Air Corps (AAC) lorsqu'il fut formé en septembre 1957, les escadrons de l'AAC utilisant alors des numéros commençant à partir de 651.
Les missions d'observation, de lutte anti-guérilla et d'évacuation sanitaire effectuées par l'Auster et d'autres avions légers similaires furent en grande partie reprises par les hélicoptères légers dès le milieu des années 1960.

## Versions

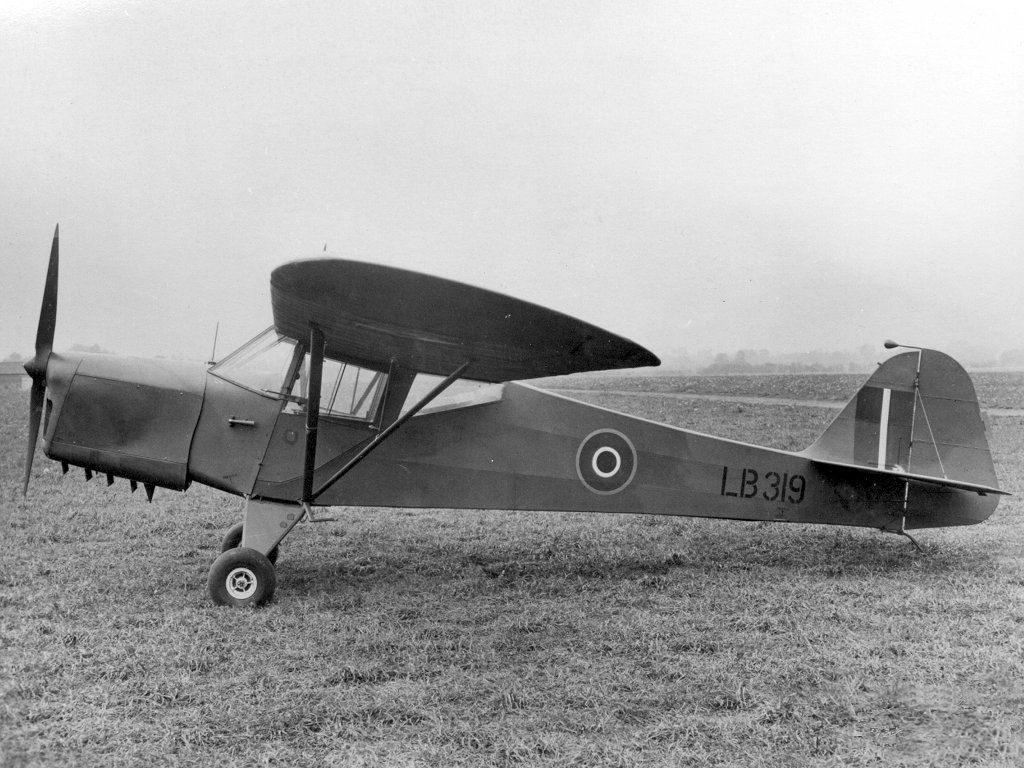
Auster III.

- Plus C : Version civile initiale, dotée d'un moteur Lycoming O-145-A2 (en) et produite à 23 exemplaires ;
- Plus C2 : Plus C remotorisé avec un Cirrus Minor I de 90 ch pour la Royal Air Force. 20 appareils convertis à ce standard ;
- Plus D : Plus C doté d'un Cirrus Minor I de 90 ch. À l'inverse du C2, le D disposait de ce moteur dès sa conception. Neuf exemplaires furent produits ;
- Auster I : Version militaire du Plus C. Un exemplaire réalisé à partir d'une conversion, et 100 exemplaires produits en série ;
- Auster II : Auster I doté d'un moteur Lycoming O-290 (en), produit à deux exemplaires ;
- Auster III : Auster I doté d'un moteur de Havilland Gipsy Major (en), produit à 470 exemplaires ;
- Auster IV : Version à trois sièges, dotée d'un moteur Lycoming O-290-3/1 H.O., produite à 255 exemplaires ;
- Auster V : Auster IV équipé pour le vol IFR (vol aux instruments) et de volets modifiés. Il disposait également d'une plaque de blindage amovible pour le pilote uniquement. Il fut produit à 790 exemplaires ;
- Auster Model H : Planeur expérimental d'entraînement à deux sièges en tandem, obtenu par la conversion d'un Taylorcraft B.

## Utilisateurs
- Afrique du Sud :
  - Force aérienne sud-africaine.
- Australie :

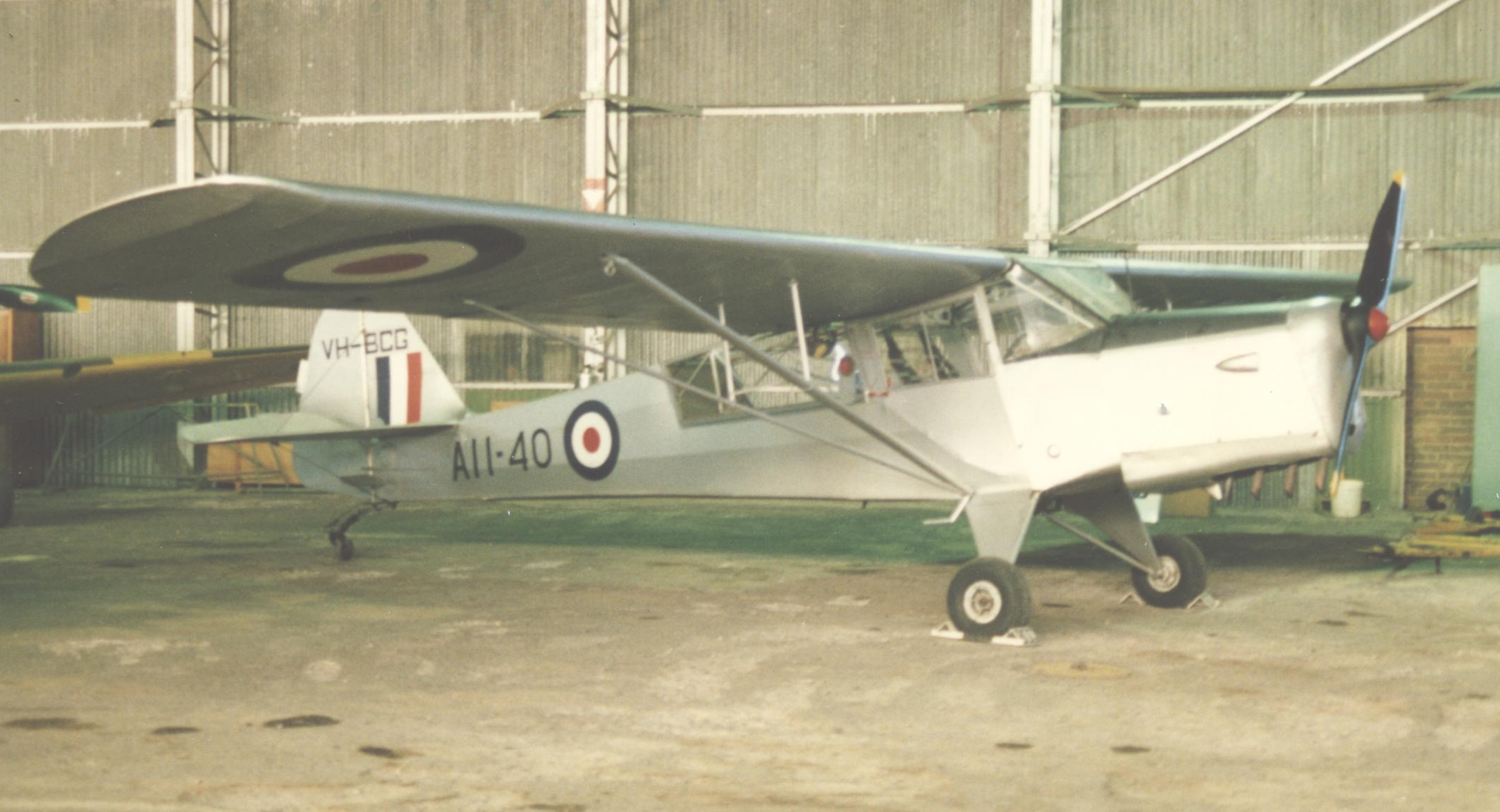
Auster III de la Royal Australian Air Force au musée de la Royal Australian Air Force, à Point Cook, dans l'État du Victoria, en mars 1988.

  - Royal Australian Air Force[9] :
    - No. 2 Communications Unit, RAAF ;
    - No. 16 Air Observation Post Flight RAAF (en) ;
    - No. 17 Air Observation Post Flight RAAF (en) ;
    - No. 3 Squadron, RAAF ;
    - No. 77 Squadron, RAAF ;
    - No. 454 Squadron, RAAF ;
    - Aircraft Research and Development Unit, RAAF (en).

  - Royal Australian Navy[9] :
    - No. 723 Squadron, RAN FAA ;
    - No. 724 Squadron, RAN FAA ;
    - No. 725 Squadron, RAN FAA.
- Birmanie :
  - Force aérienne du Myanmar : Après la Seconde guerre mondiale.
- Canada :
  - Royal Canadian Air Force :
    - No. 664 Squadron RCAF (en) ;
    - No. 665 Squadron RCAF (en) ;
    - No. 666 Squadron RCAF (en).

  - Canadian Army : Après-guerre.
- Grèce :
  - Force aérienne grecque : Après-guerre.
- Hong Kong :
  - Royal Hong Kong Auxiliary Air Force : Après-guerre.
- Indonésie :
  - Armée de l'air indonésienne : Anciens appareils hollandais.
- Israël :
  - Force aérienne et spatiale israélienne.
- Émirat de Transjordanie/Jordanie :
  - Légion arabe ;
  - Force aérienne royale jordanienne.
- Libye :
  - Force aérienne libyenne.
- Norvège :
  - Force aérienne royale norvégienne : En exil au Royaume-Uni pendant la Seconde Guerre mondiale. Neuf appareils en service, de 1944 à 1945, utilisés dans les escadrons norvégiens 331 et 332 comme avions de communications.
- Pakistan :
  - Force aérienne pakistanaise : Après-guerre ;
  - Armée pakistanaise :
    - Corps aérien de l'Armée pakistanaise (en) : Anciens appareils de l'Armée pakistanaise.
- Pays-Bas :
  - Armée de l'air royale néerlandaise ;
  - Marine royale néerlandaise :
    - Service aérien de la Marine royale néerlandaise.

  - Aviation militaire de l'armée royale des Indes néerlandaises ;
  - Korps landelijke politiediensten (en).
- Pologne :
  - Forces aériennes polonaises en France et au Royaume-Uni (en) :
    - 663 Polski Szwadron Powietrznych Punktów Obserwacyjnych (en) : De 1944 à 1946.
- Royaume-Uni :
  - British Army :
    - Army Air Corps.

  - Royal Air Force :
    - No. 651 Squadron RAF (en) ;
    - No. 652 Squadron RAF (en) ;
    - No. 653 Squadron RAF (en) ;
    - No. 654 Squadron RAF (en) ;
    - No. 655 Squadron RAF (en) ;
    - No. 656 Squadron RAF (en) ;
    - No. 657 Squadron RAF (en) ;
    - No. 658 Squadron RAF (en) ;
    - No. 659 Squadron RAF (en) ;
    - No. 660 Squadron RAF (en) ;
    - No. 661 Squadron RAF (en) ;
    - No. 662 Squadron RAF (en) ;
    - No. 663 Squadron RAF (en).
- Tchécoslovaquie :
  - Force aérienne tchécoslovaque (en) : Trois appareils en service, de 1945 à 1948.

## Culture populaire
Un Auster III représente un Auster V dans le film Un pont trop loin (V.O. : A Bridge Too Far), sorti en 1977.
L'Auster et ses capacités de vol lent sont deux éléments clés du roman The Rainbow and the Rose (en), de Nevil Shute, publié pour la première fois en 1958.

### Magazines
- (en) David Willis, « Military Auster A to Z : Unarmed and in the frontline », Air Enthusiast, no 121,‎ janvier–février 2006, p. 40–57 (ISSN 0143-5450).
- (en) David Willis, « Military Auster A to Z : Post-war use and experimentals », Air Enthusiast, no 122,‎ mars–avril 2006, p. 42–57 (ISSN 0143-5450).
- (en) David Willis, « Military Auster A to Z : in different colours - Exports », Air Enthusiast, no 123,‎ mai–juin 2006, p. 64–72 (ISSN 0143-5450).